# تاتیانا وستون-وب
تاتیانا وستون-وب (انگلیسی: Tatiana Weston-Webb؛ زادهٔ ۹ مهٔ ۱۹۹۶) موج‌سوار زن اهل برزیل است.